# Їжачок вухатий
Їжачок вуха́тий, або їжак вухатий (Hemiechinus auritus) — ссавець роду Їжачок (Hemiechinus) родини їжакові (Erinaceidae), мешканець степової смуги. Їжачок вухатий завдовжки (голова й тіло) 120-270 мм, хвіст 10-50 мм, вага ≈ 340 г, вуха довші половини довжини голови.

## Таксономічна характеристика
Один з двох видів роду Їжачок (Hemiechinus), єдиний вид цього роду у фауні Європи. Один з 2 видів родини Erinaceidae у фауні України. У працях до І половини XX ст. вид відносили до роду Їжак (Erinaceus).
У складі цього виду розрізняють декілька підвидів, зокрема:
- Hemiechinus auritus albulus
- Hemiechinus auritus auritus
- Hemiechinus auritus aegyptius
- Hemiechinus auritus libycus
- Hemiechinus auritus megalotis

## Поширення

Мапа поширення їжачка вухатого в Україні

Ареал охоплює степи та пустелі Євразії (Передкавказзя, Кавказ, Закавказзя, Серед. Азія), північну Африку.
В Україні відмічений кількома знахідками на півдні Донецької та в Луганській області.
Місця перебування — степові місцевості — схили, крейдяні відслонення, яри. Зустрічається на піщаних борових терасах.

## Стан популяцій в Україні
Чисельність в Україні незначна. Причини зміни чисельності — розорювання степів, застосування пестицидів тощо; наявність ворогів — лисиць, тхорів, куниць, сов, канюка.

## Особливості біології

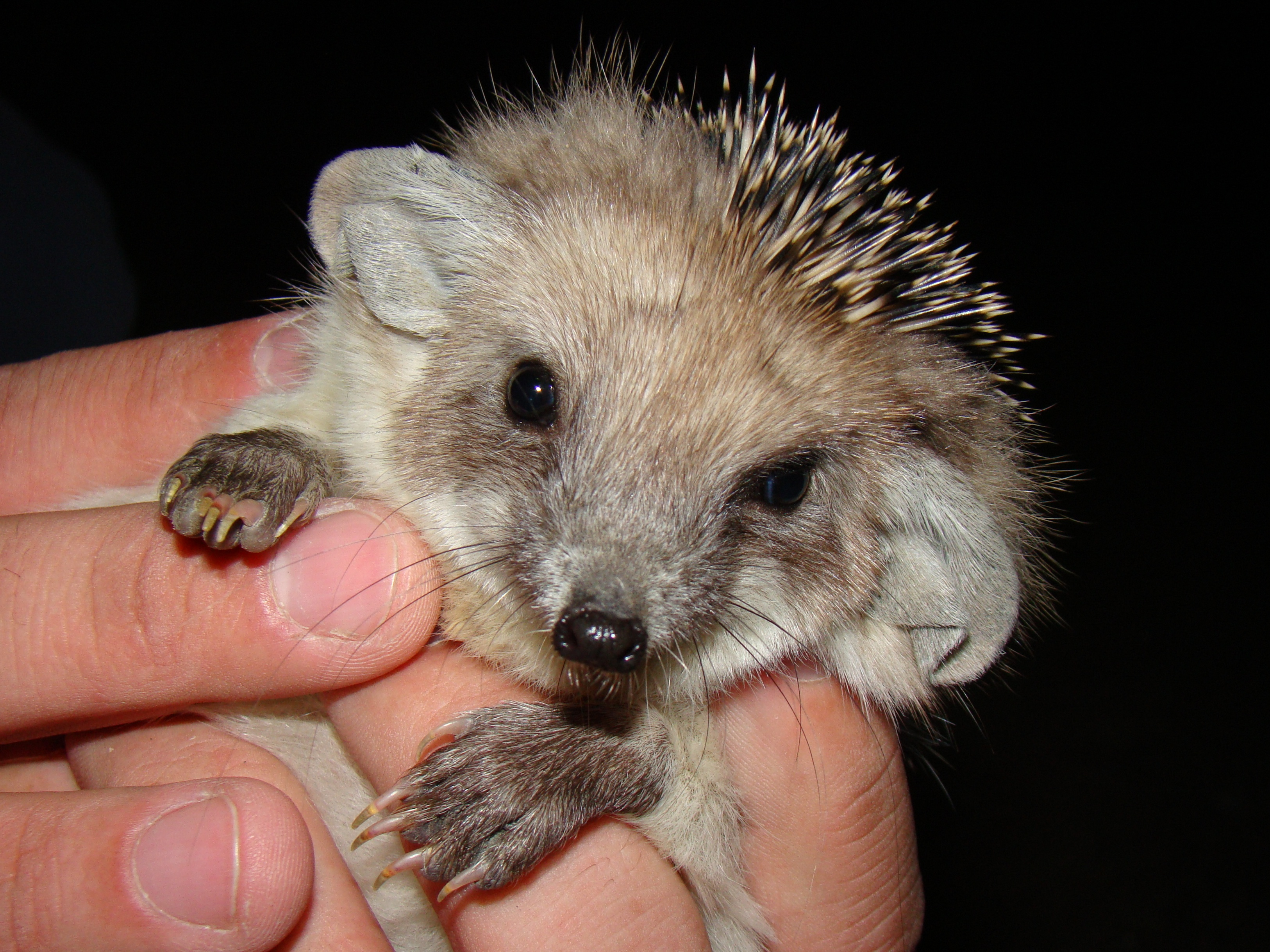
молоде їжаченя

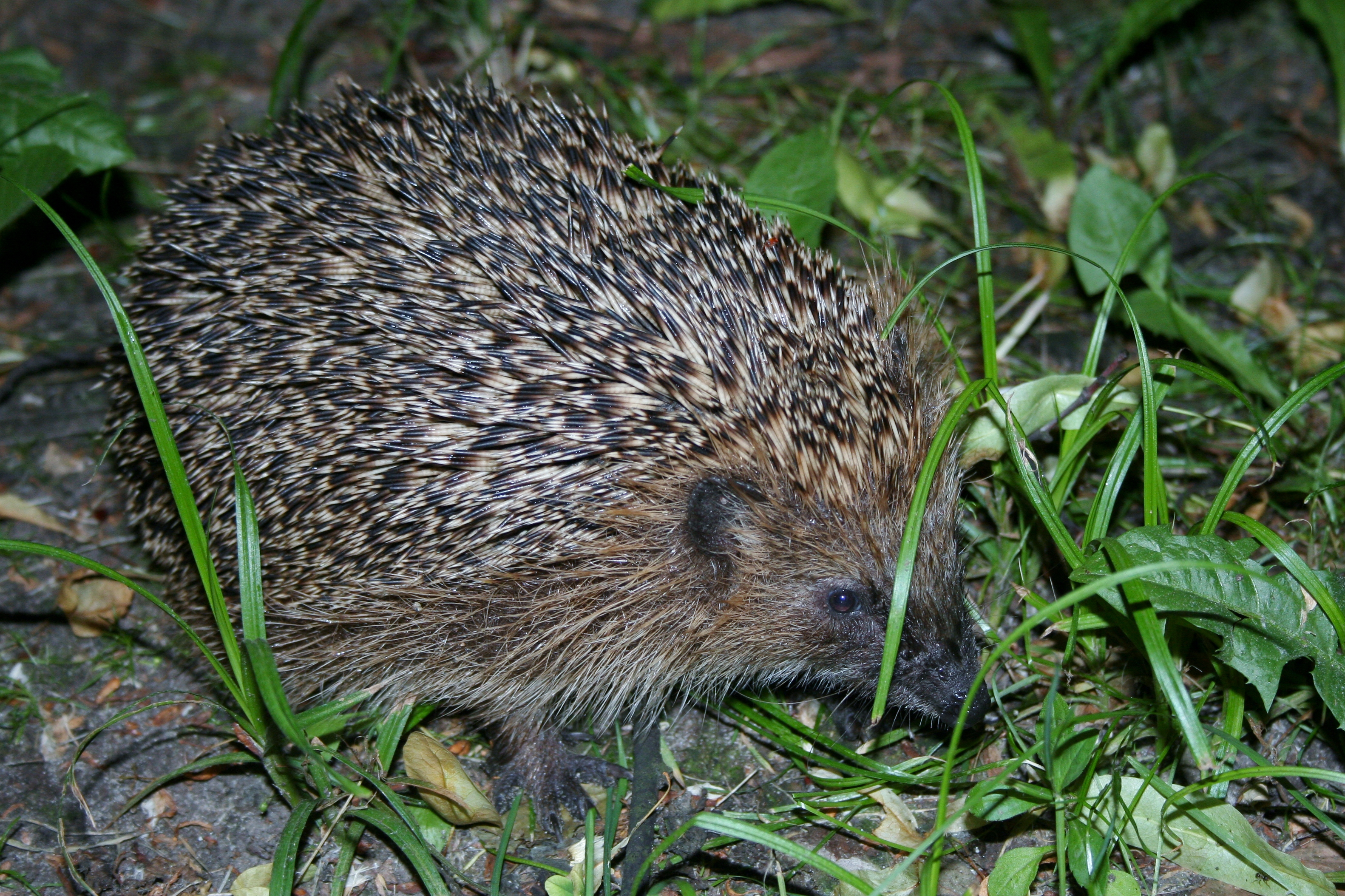
їжак білочеревий (для порівняння)

Веде нічний спосіб життя. Живе в норах; як тимчасові схованки використовує ямки в землі, щілини між камінням тощо. Зі зниженням температури повітря стає малорухливим, а після випадання снігу залягає у зимову сплячку (5—6 місяців).
Живиться безхребетними і дрібними хребетними (комахами, ящірками, зміями, гризунами), а також яйцями птахів, які гніздяться на землі; іноді — рослинами.
Парується в кінці березня — квітні. Тривалість вагітності і кількість виводків не встановлено. Виводки з 4 — 8 малят зустрічаються в кінці квітня — вересні. Статевозрілим стає у віці близько року.
Цікаво, що серце їжака б'ється зі швидкістю 200 ударів  на хвилину, а під час зимової сплячки 20 ударів на хвилину .

## Заходи охорони

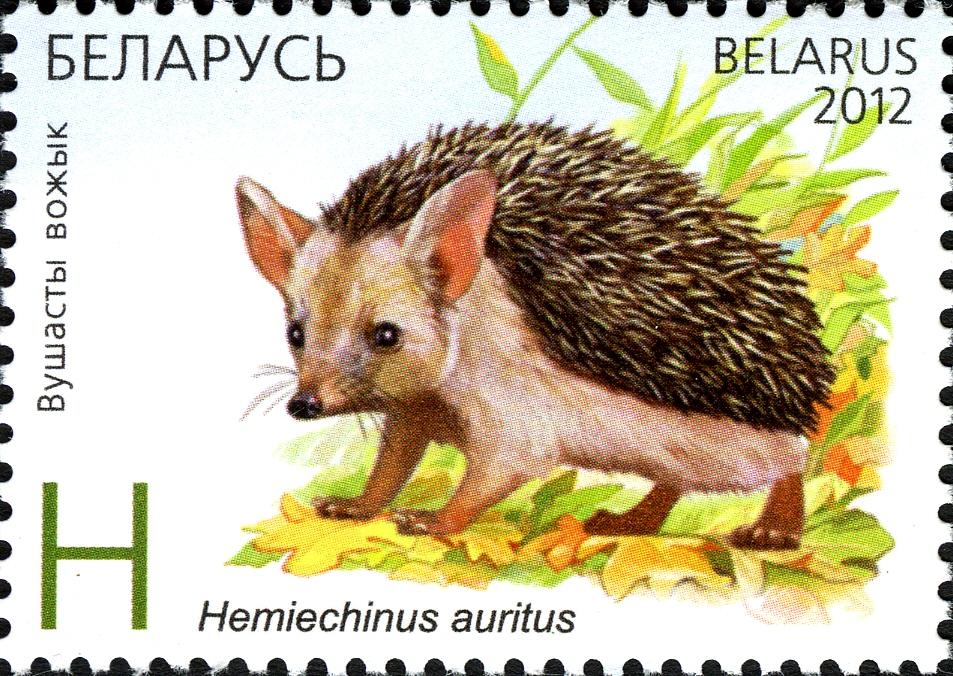
Їжачок на поштовій марці Білорусі

Занесено до Червоної книги України (1980, 1994, 2009). Статус охорони — III категорія.
Колись, до зникнення з території України охоронявся в Українському степовому та Луганському природних заповідниках.
Розмноження у неволі: відловлені вагітні самиці у неволі народжували і вигодовували малят. У Київському зоопарку одержано три покоління їжаків вухатих (1989–1991 рр.).